# Gebundenes System
Das gebundene System ist ein Planungs- und Konstruktionsschema der Architektur, insbesondere im mittelalterlichen Kirchenbau und im Fachwerkbau.

## Kirchenbau

### Beschreibung
Im mittelalterlichen Kirchenbau bezeichnet das gebundene System einen auf die Vierung zurückgehenden Planungs-Schematismus, dem der gesamte Grundriss einer dreischiffigen (in der Regel gewölbten) Basilika zugrunde liegt. Dabei entsprechen einem Grundriss-Quadrat (Joch, Travée) im Mittelschiff in den beiden Seitenschiffen je zwei Grundriss-Quadrate von halber Seitenlänge. Das gebundene System kann außer auf das Langhaus auch auf die Chorjoche und Querhausjoche übertragen werden.

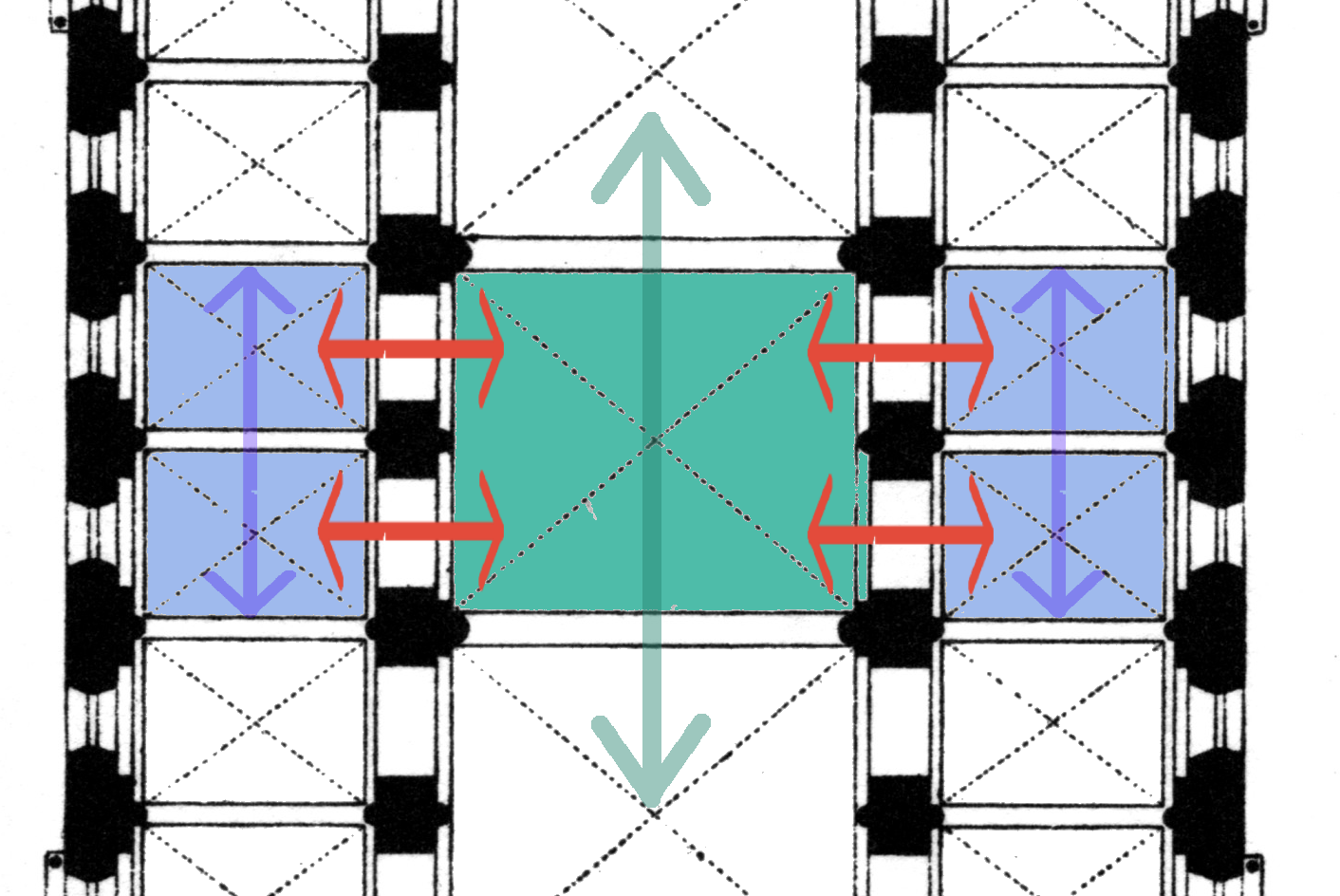
Prinzip Gebundenes System; Rot: Querbindung

Als gestalterisches Ergebnis dieses Grundriss-Schematismus entsteht eine Querbindung zwischen Mittel- und Seitenschiffen und es bildet sich auch in der Höhenentwicklung ein ähnlich gebundenes System mit einem charakteristischen, rhythmisch gegliederten Aufriss der Mittelschiff-Seitenwände durch gleichmäßig bogenförmig ausgebildete Arkaden, Gurtbögen und Schildbögen. Gelegentlich wird das gebundene System durch Stützenwechsel optisch betont.

### Beispiele
Ein sehr frühes Beispiel ist der Kirchengrundriss im St. Galler Klosterplan (um 820). Das Prinzip des gebundenen Systems wurde vor allem im romanischen und frühgotischen Kirchenbau entwickelt.
Im Grundriss des Speyerer Doms ist das gebundene System ablesbar: Ein Joch im Hauptschiff entspricht zwei Jochen in den Seitenschiffen, der Stützenwechsel ist erkennbar. An diesem Bau wurde vermutlich zu Ende des 11. Jahrhunderts das gebundene System in Deutschland begründet, da die später eingefügten Gewölbe des Mittelschiffs auf die schmalen Seitenschiffsgewölbe, die schon vorhanden waren, Bezug nehmen mussten. Durch die enorme Spannweite der Gewölbe wären bei einer gleichmäßigen Jochfolge (ein Mittelschiffjoch entspricht einem Seitenschiffjoch) stark querrechteckige Gewölbeeinheiten entstanden. Um dies zu vermeiden, wurden jeweils zwei Achsen des Mittelschiffes zu einem Joch zusammengefasst. Die gewölbetragenden Pfeiler wurden im Mittelschiff mit zusätzlichen Wandvorlagen (eine Lisene mit vorgelegter Dreiviertelsäule) verstärkt.
Weitere Beispiele der unmittelbaren Nachfolge sind u. a. im Wormser Dom und in Kloster Eberbach zu finden.

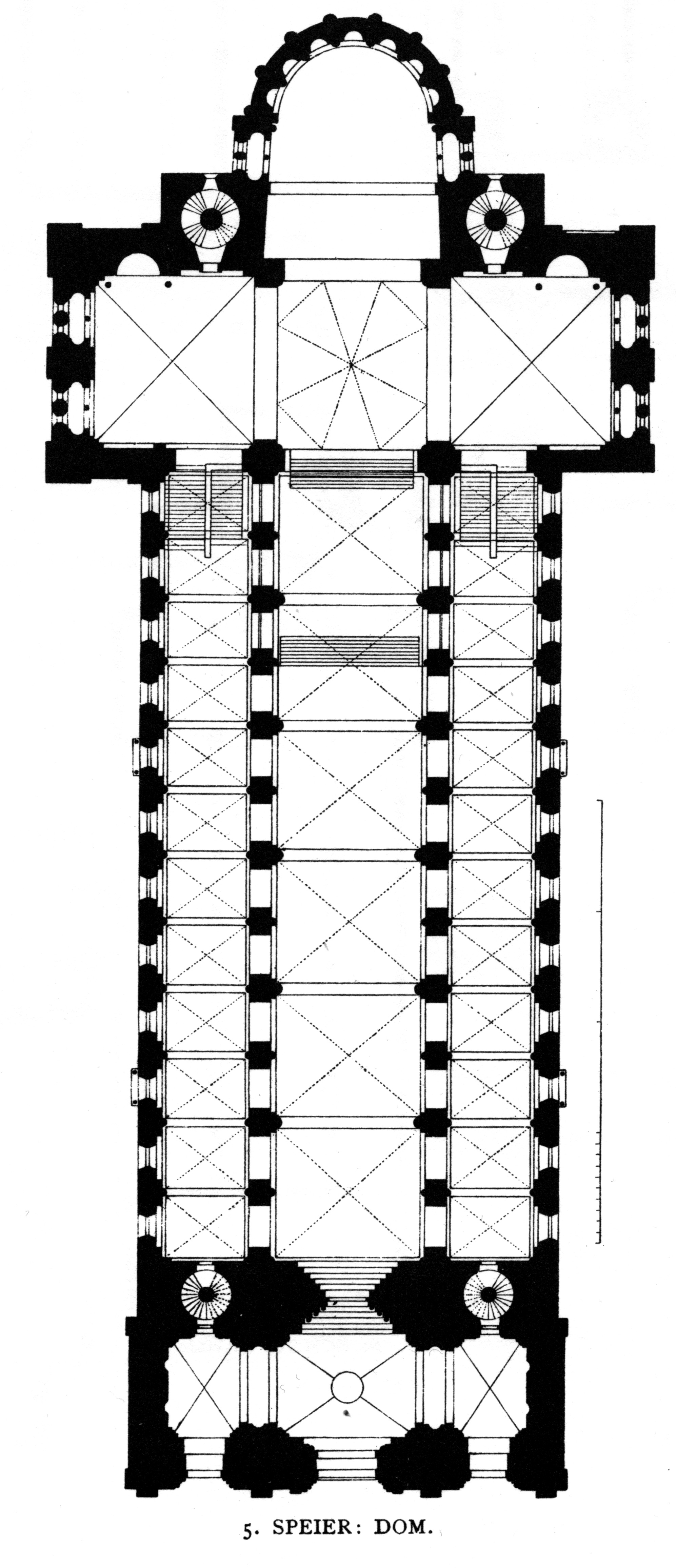
Grundriss des Speyerer Doms
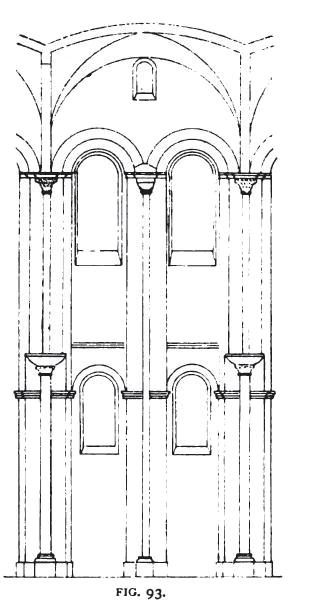
Aufriss der Mittelschiffwand im Speyerer Dom
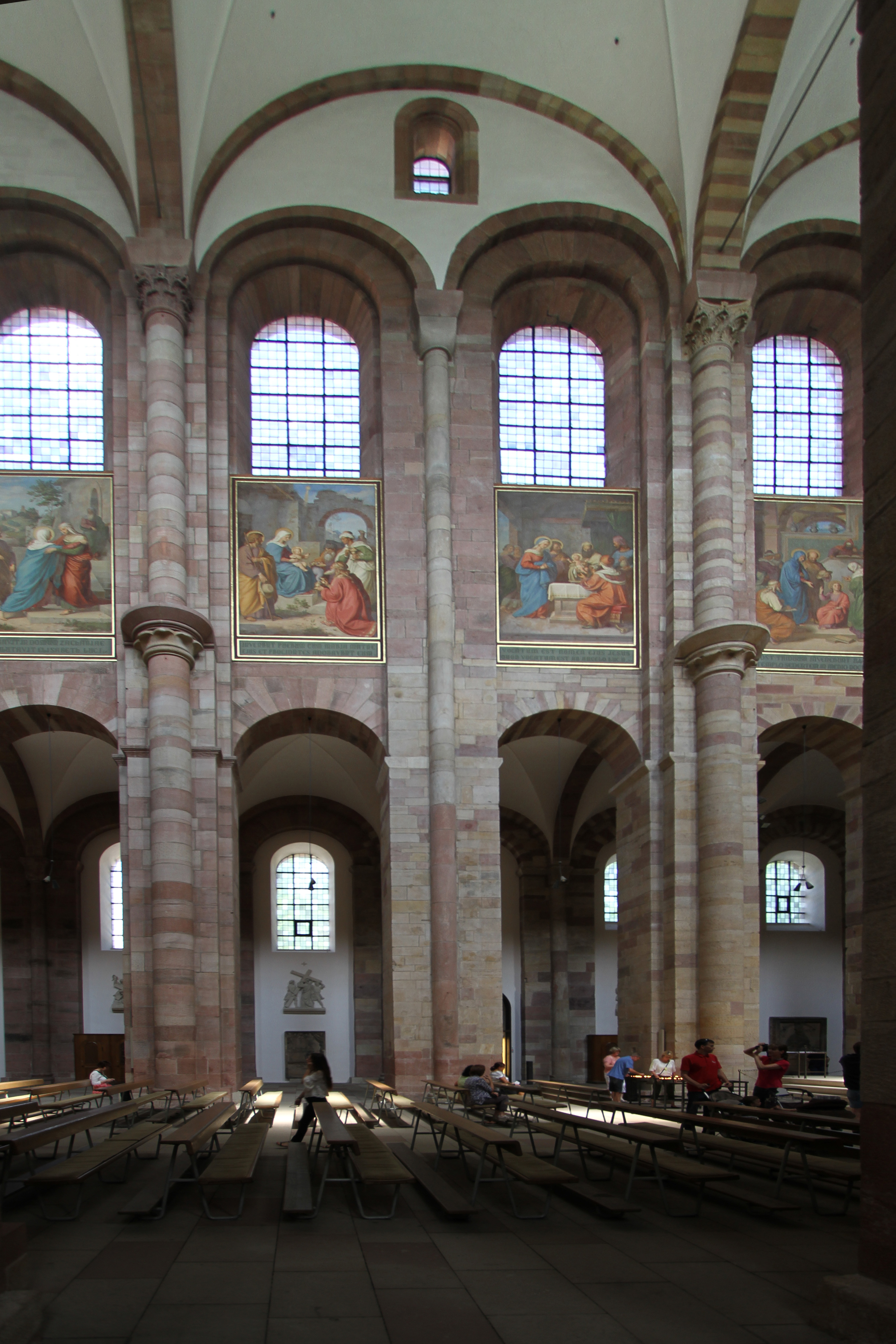
Mittelschiffwand im Speyerer Dom
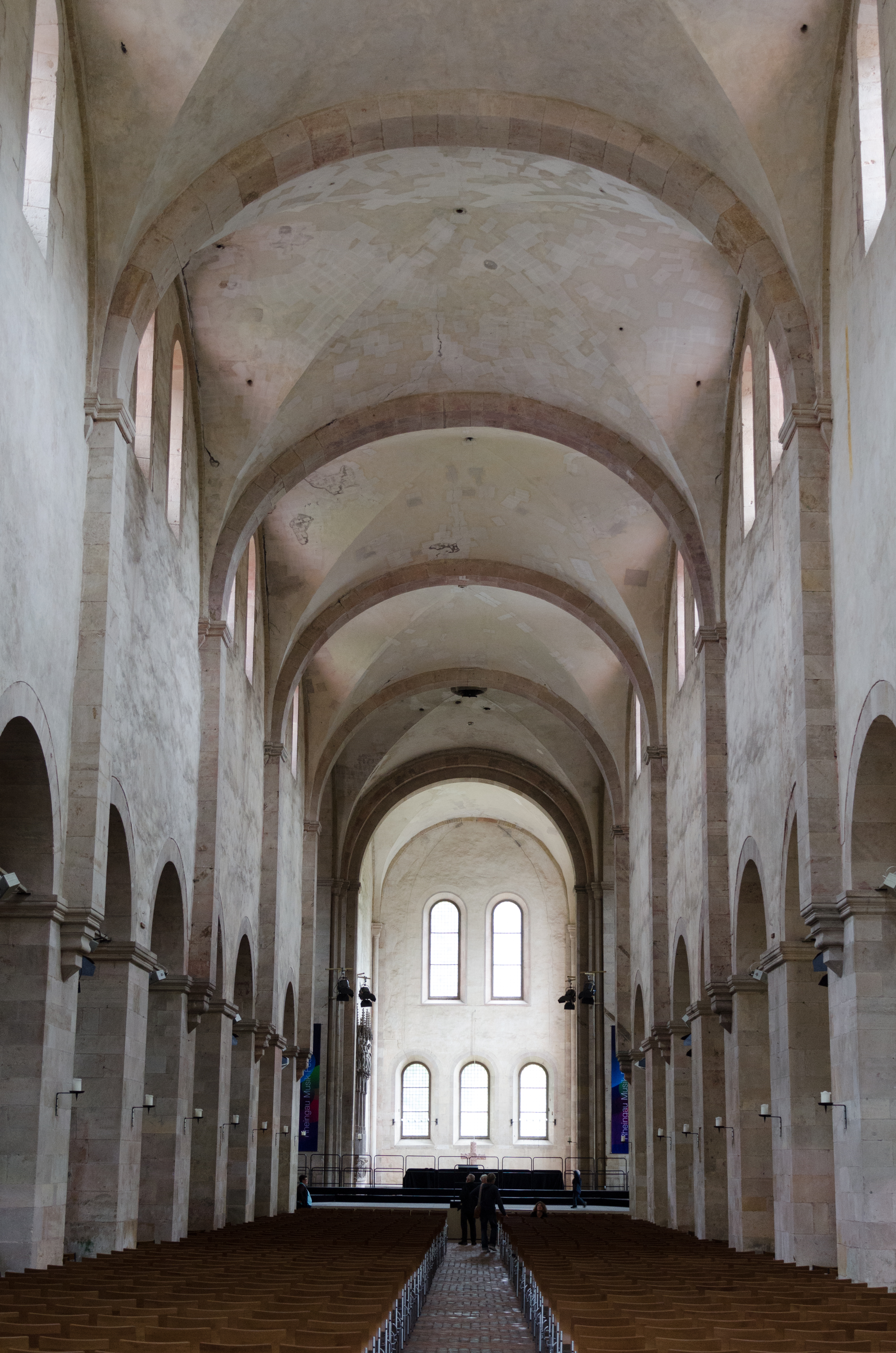
Mittelschiff der Klosterkirche Eberbach
Bassum: Hallenkirche im gebundenen System

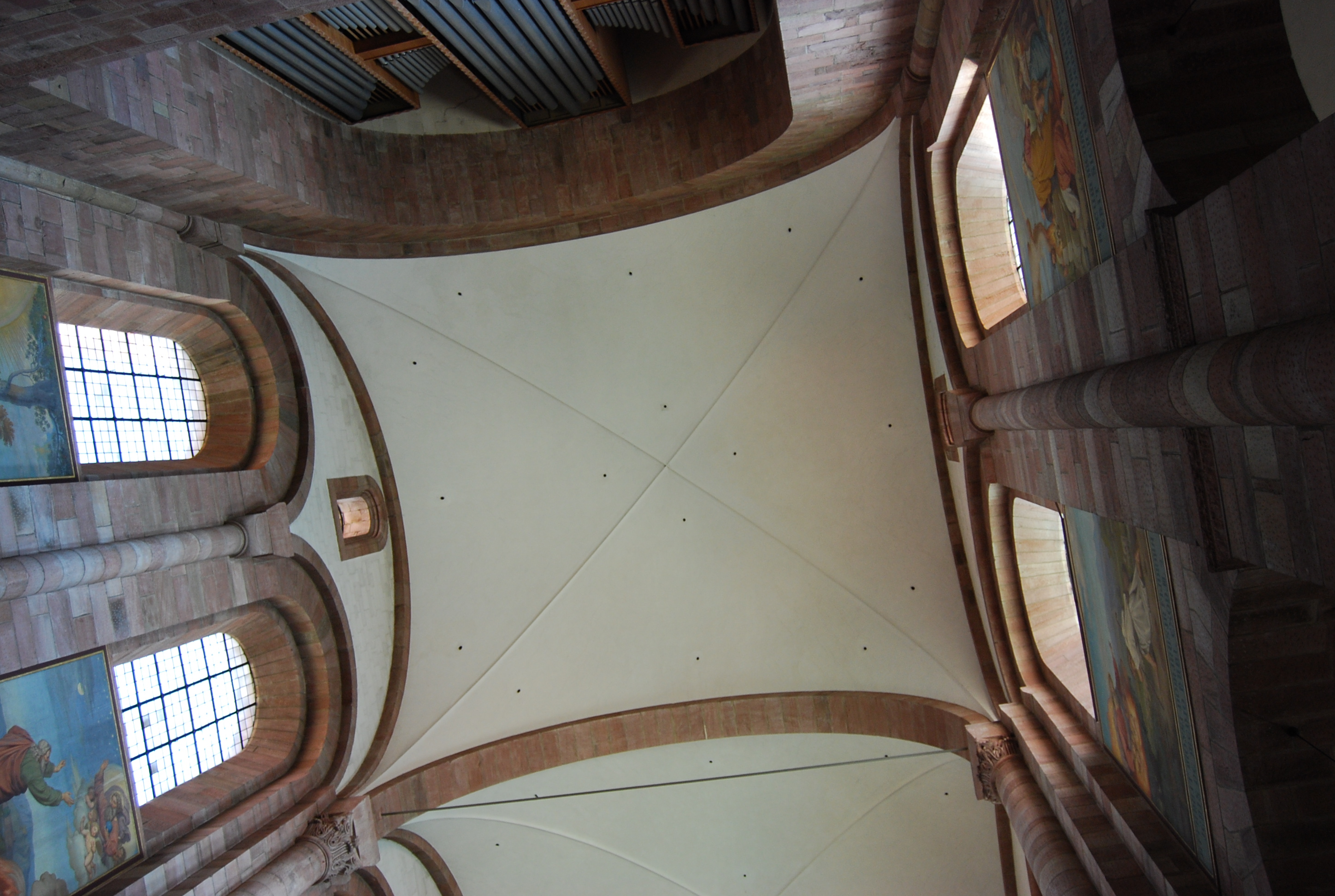
Mittelschiffgewölbe des Speyerer Doms
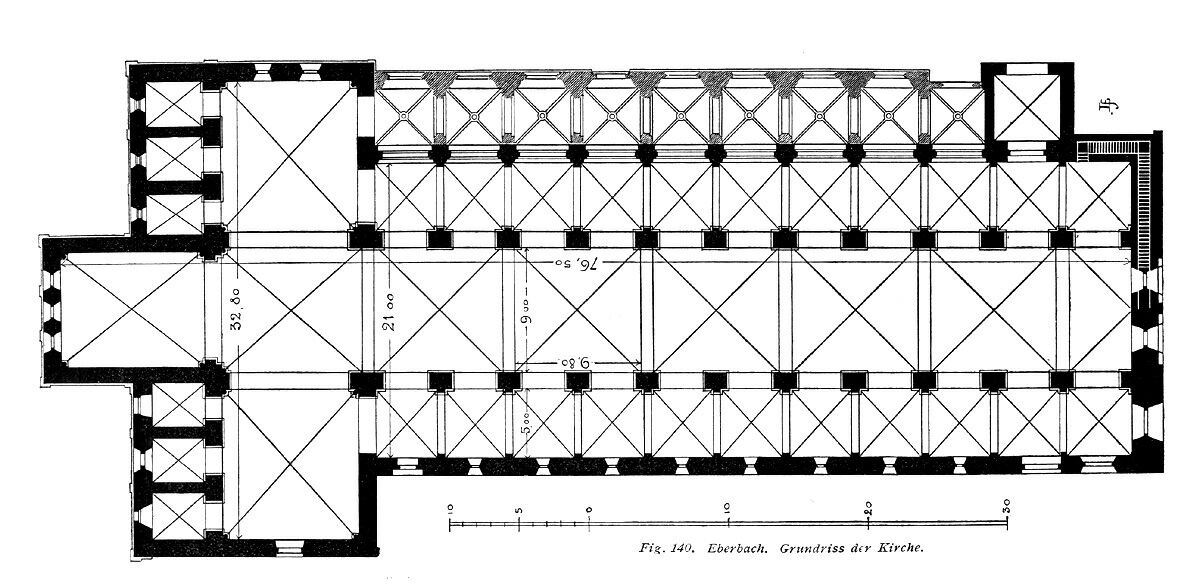
Grundriss der Zisterzienserklosterkirche Eberbach
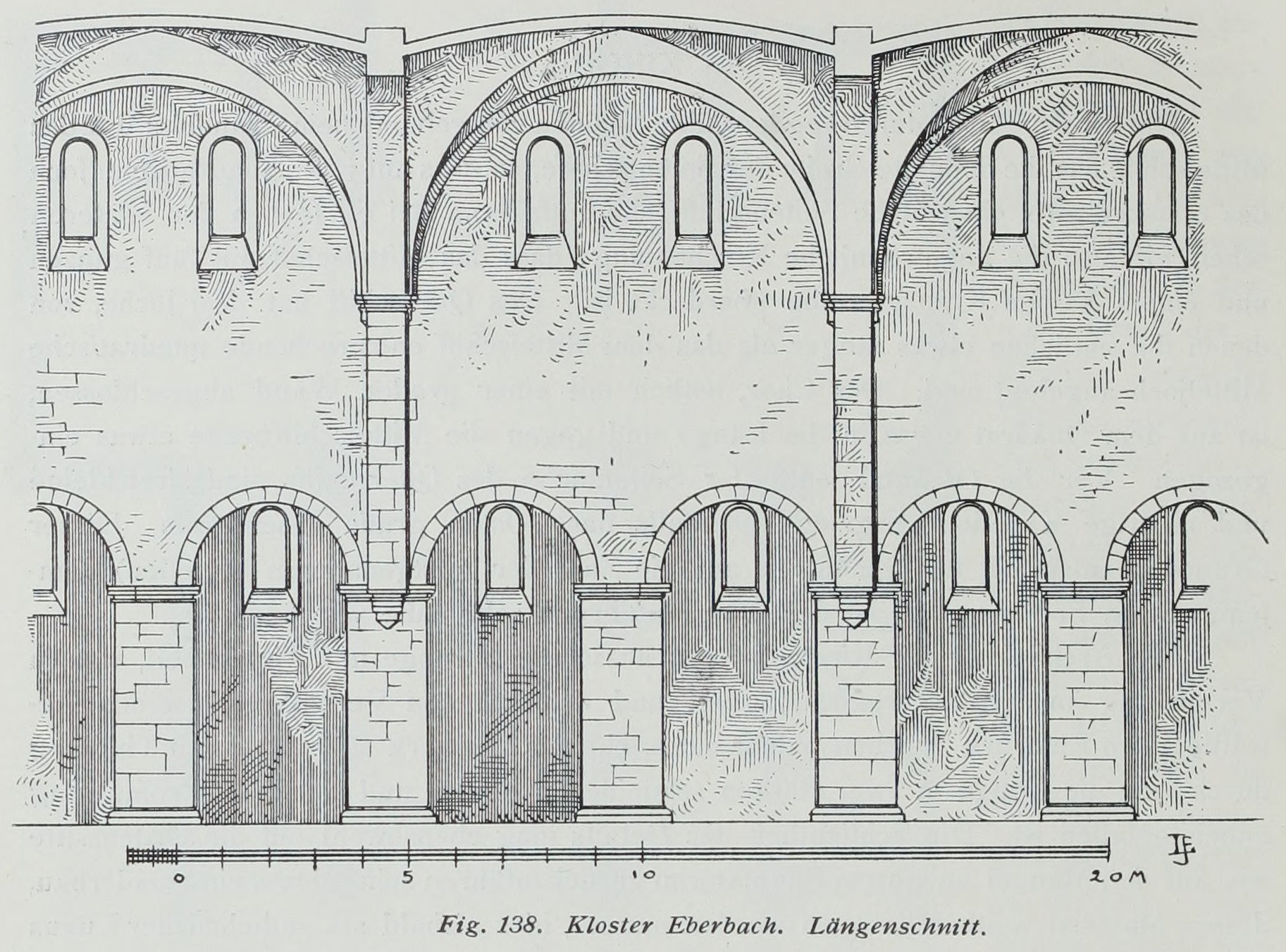
Aufriss der Mittelschiffwand in Eberbach
Stiftskirche Bassum, Kreuzrippengewölbe des Mittelschiffs

## Holzfachwerk
Bei mittel- und nordeuropäischen Fachwerkfassaden in Stockwerksbauweise bezeichnet der Begriff gebundenes System die konstruktive und gestalterische Bindung der Achsen der Fachwerk-Ständer an die Position der Deckenbalken-Köpfe, insbesondere bei vorkragenden Stockwerken.

Beispiele
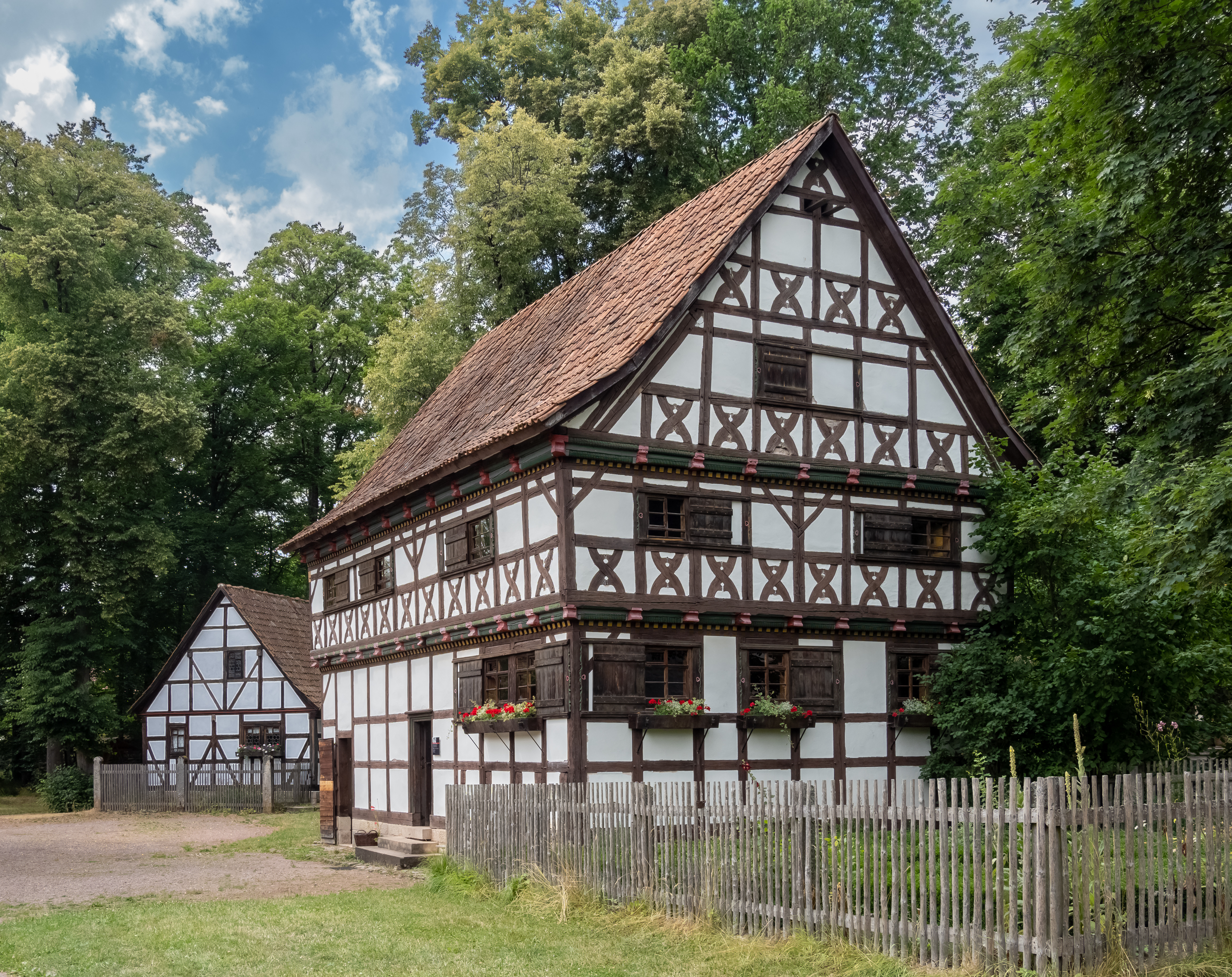
Fachwerkhaus aus Witzelroda im Freilichtmuseum Hennebergischen Museum Kloster Veßra (Anfang 17. Jahrhundert)
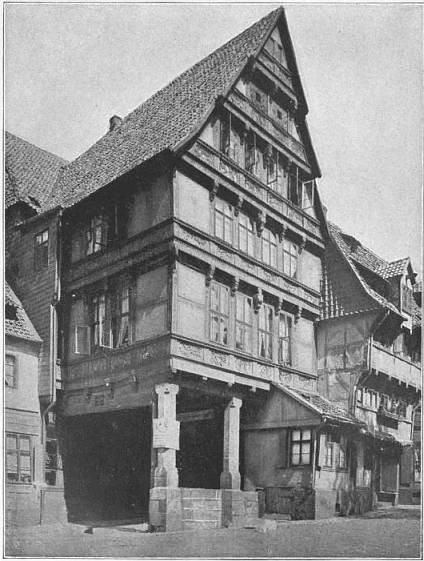
Pfeilerhaus in Hildesheim (1623); hier wird das gebundene System obendrein durch Knaggen betont.
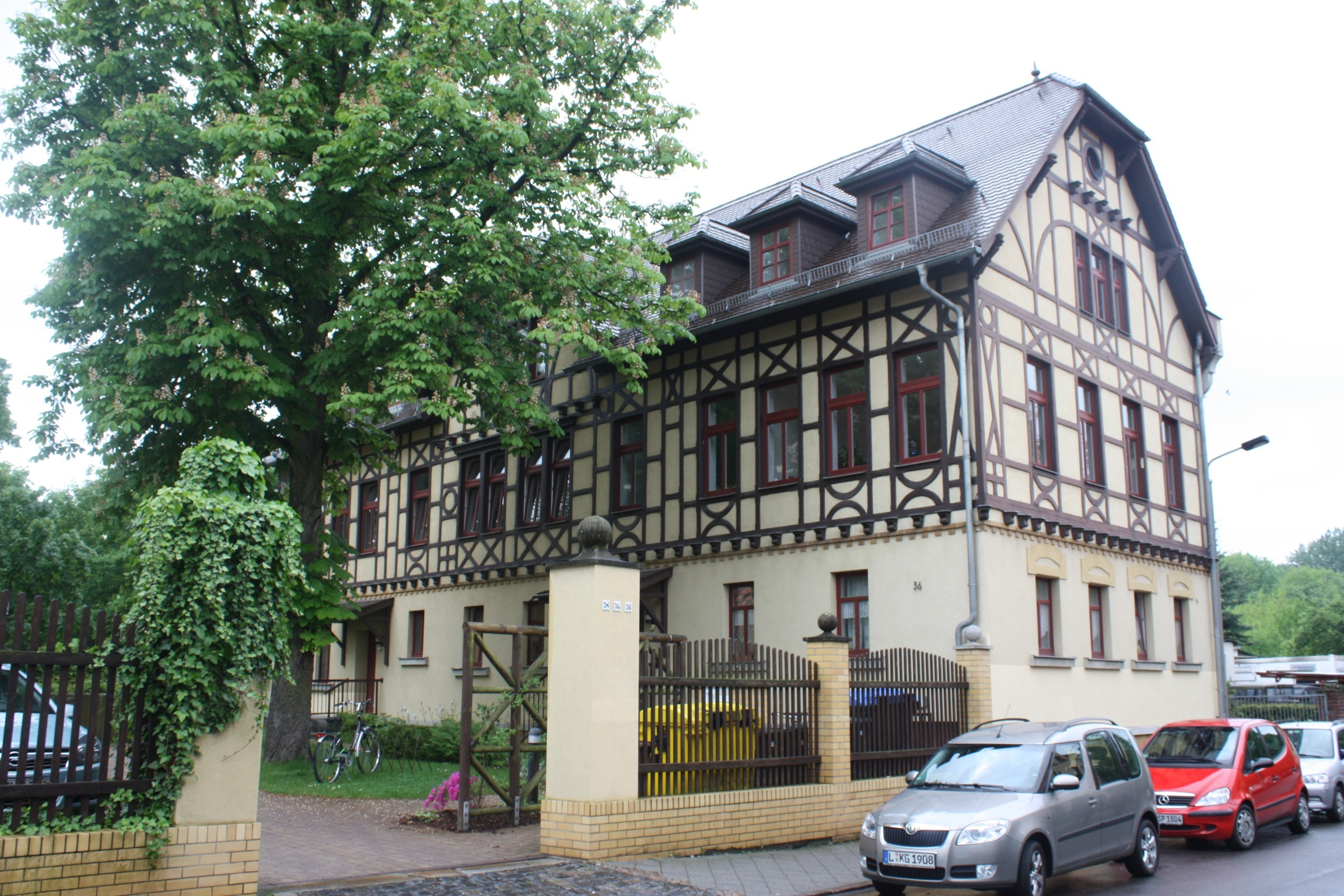
Fachwerkhaus in Leipzig-Dölitz (1899)
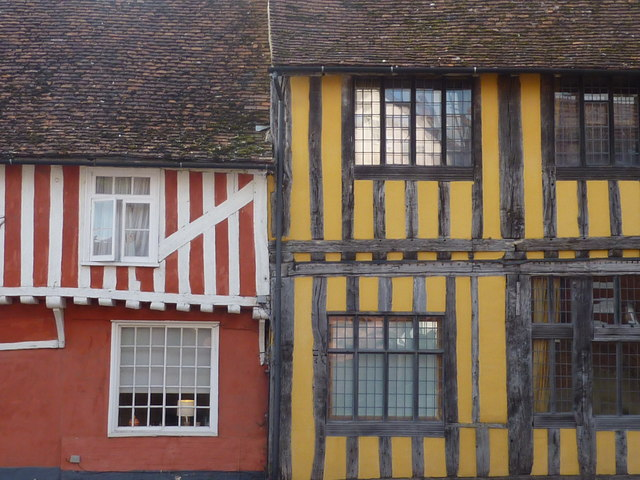
Gebundenes System im englischen Fachwerkbau (Beispiel aus Lavenham)
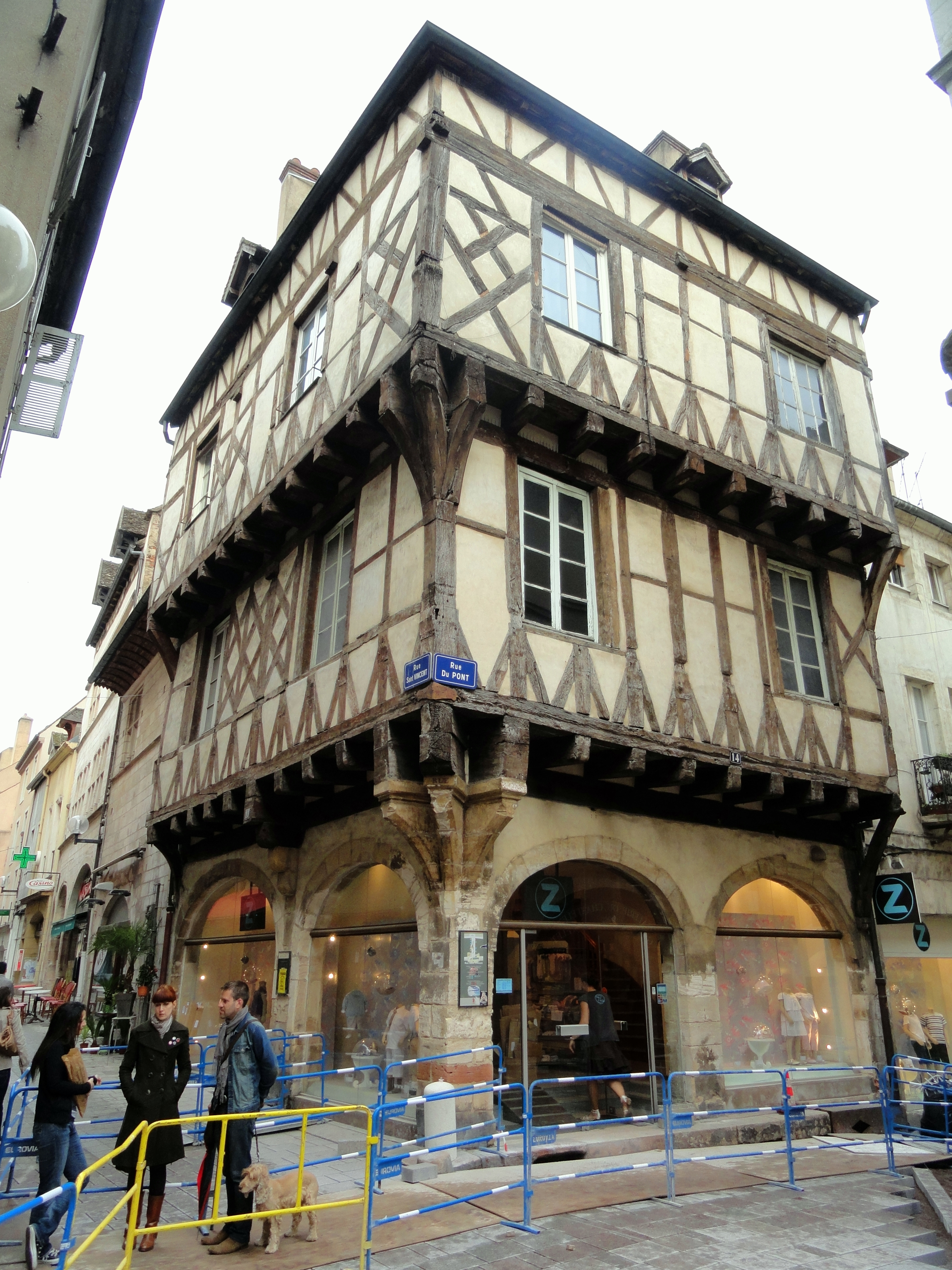
Gebundenes System im französischen Fachwerk (Beispiel aus Chalon-sur-Saône)

## Aachener Steinfachwerk
Verschiedentlich ist der Begriff des gebundenen Systems architekturtheoretisch auch in anderem Zusammenhang verwendet worden. So spricht der Bauhistoriker Jan Timm Michael Richarz bei Aachener Bauten vom „gebundenen System“ beim Backsteinbau (auch „gebundener Backsteinbau“), wobei er sich auf den Kunsthistoriker Richard Klapheck stützt und regional typische Fassaden des sogenannten Steinfachwerks aus rotem Ziegelmauerwerk mit gliedernden Werkstein-Schmuckelementen meint.

Beispiele
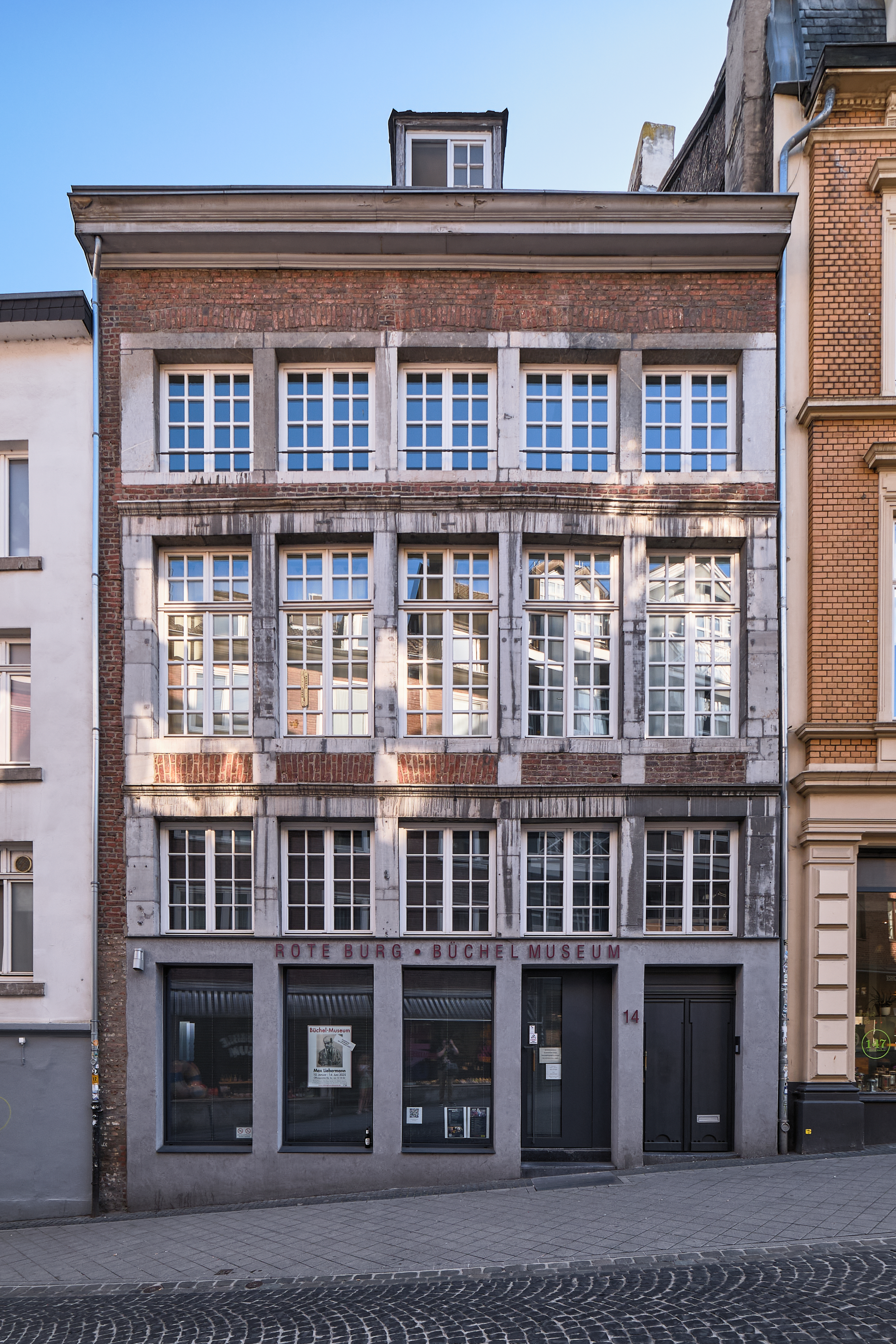
Steinfachwerk-Fassade im gebundenen System (1671/21; Aachen, Rote Burg, Büchel 14)
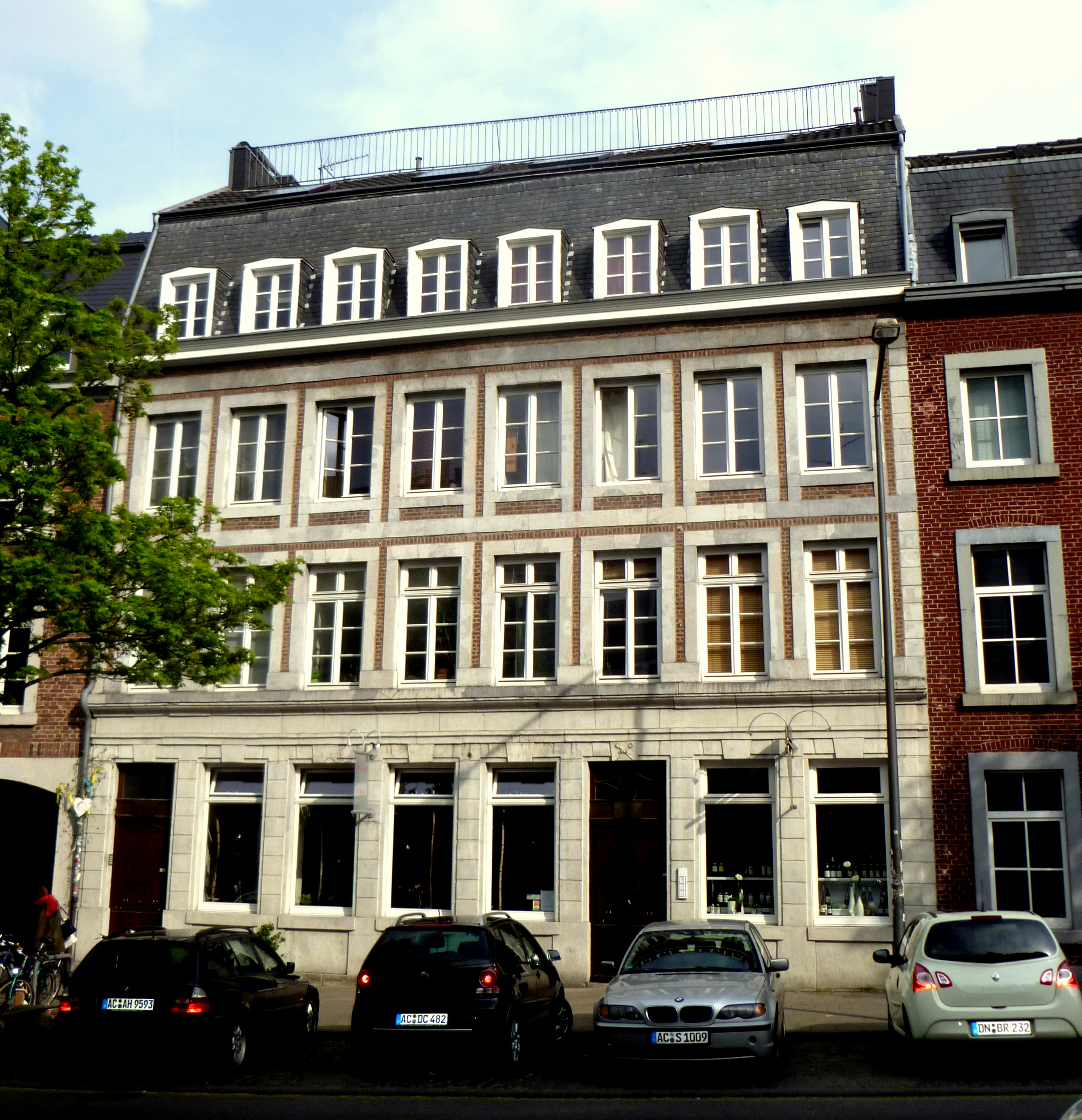
Steinfachwerk-Fassade im gebundenen System (1812; Aachen, Jakobstraße 105–107)

### Kirchenbau
- dtv-Atlas Baukunst, Texte und Tafeln. Band 2, 5. Auflage. dtv, München 1987, ISBN 3-423-03021-6, S. 376 f.
- Wilfried Koch: Baustilkunde. Europäische Baukunst von der Antike bis zur Gegenwart. Mosaik Verlag, München 1982, ISBN 3-570-06234-1, S. 92, 96 f., 102.
- Hans Koepf, Günther Binding: Bildwörterbuch der Architektur. Mit englischem, französischem, italienischem und spanischem Fachglossar (= Kröners Taschenausgabe. Bd. 194). 4., überarbeitete Auflage. Kröner, Stuttgart 2005, ISBN 3-520-19404-X (Digitalisat auf moodle.unifr.ch, abgerufen am 13. Januar 2024), S. 204 (Abb. auf S. 203)
- Lexikon der Kunst, Bd. 2, VEB E. A. Seemann, Leipzig 1989, ISBN 3-363-00045-6, S. 674.
- Matthias Untermann: Handbuch der mittelalterlichen Architektur. Wissenschaftliche Buchgesellschaft, Darmstadt 2009, ISBN 978-3-534-20963-7, S. 333 f.